# Georg Zott
Georg Zott (* 26. Jänner 1986 in Kufstein, Tirol) ist ein österreichischer Sportschütze.

## Werdegang
Der in Söll am Wilden Kaiser lebende Zott betreibt seit 1998 Schießsport. Seine bevorzugte Disziplin ist das Luftgewehr, mit der er in der Nationalmannschaft des österreichischen Schützenbundes aufscheint.
Für Österreich startete Zott bereits bei mehreren Welt- und Europameisterschaften mit dem Luftgewehr und der Armbrust, wobei er mit letzterer im Jahr 2011 in der Schweiz EM-Bronze im Einzel sowie in der Mannschaft gewann.
2015 bei der Europameisterschaft in Arnheim schaffte er es nach Disqualifikation von Peter Sidi in das Finale der besten acht und belegte schlussendlich den 8. Rang.

## Erfolge

### International
- 2011 3. Platz Europameisterschaft Ägerital, SUI (Armbrust)
- 2011 3. Platz Europameisterschaft Ägerital, SUI (Armbrust-Team)[4]

### National
- 2009 Österreichischer Meister (Kleinkaliber 100-m-Team)[5]
- 2010 Österreichischer Staatsmeister (Luftgewehr-Team)
- 2010 Österreichischer Staatsmeister (Armbrust)[6]
- 2010 Österreichischer Staatsmeister (Armbrust-Team)[7]
- 2011 Österreichischer Meister der Luftgewehrbundesliga (mit SG Söll)[8]
- 2012 3. Österreichische Staatsmeisterschaft (Luftgewehr)[9]
- 2012 Österreichischer Staatsmeister (Armbrust)[10]
- 2014 Österreichischer Staatsmeister (Luftgewehr)[11]
- 2014 Österreichischer Meister der Luftgewehrbundesliga (mit SG Söll)[12]
- 2022 Österreichischer Staatsmeister (Luftgewehr)[13]

### Regional
- 2008 Tiroler Landesmeister – Luftgewehr[14]
- 2009 Tiroler Landesmeister – Luftgewehr[15][16]
- 2010 Tiroler Landesmeister – Luftgewehr
- 2012 Tiroler Landesmeister – Luftgewehr[17]
- 2013 Tiroler Landesmeister – Luftgewehr[18]
- 2014 Tiroler Landesmeister – Luftgewehr[19]

### Sonstige
- 2013 IWK München, GER (first competition) 3. Platz[20]

## Auszeichnungen
- 2011 Tiroler Sportehrennadel in Gold mit Brillant – Land Tirol